# Wohn- und Wirtschaftsgebäude Zur Heide 11

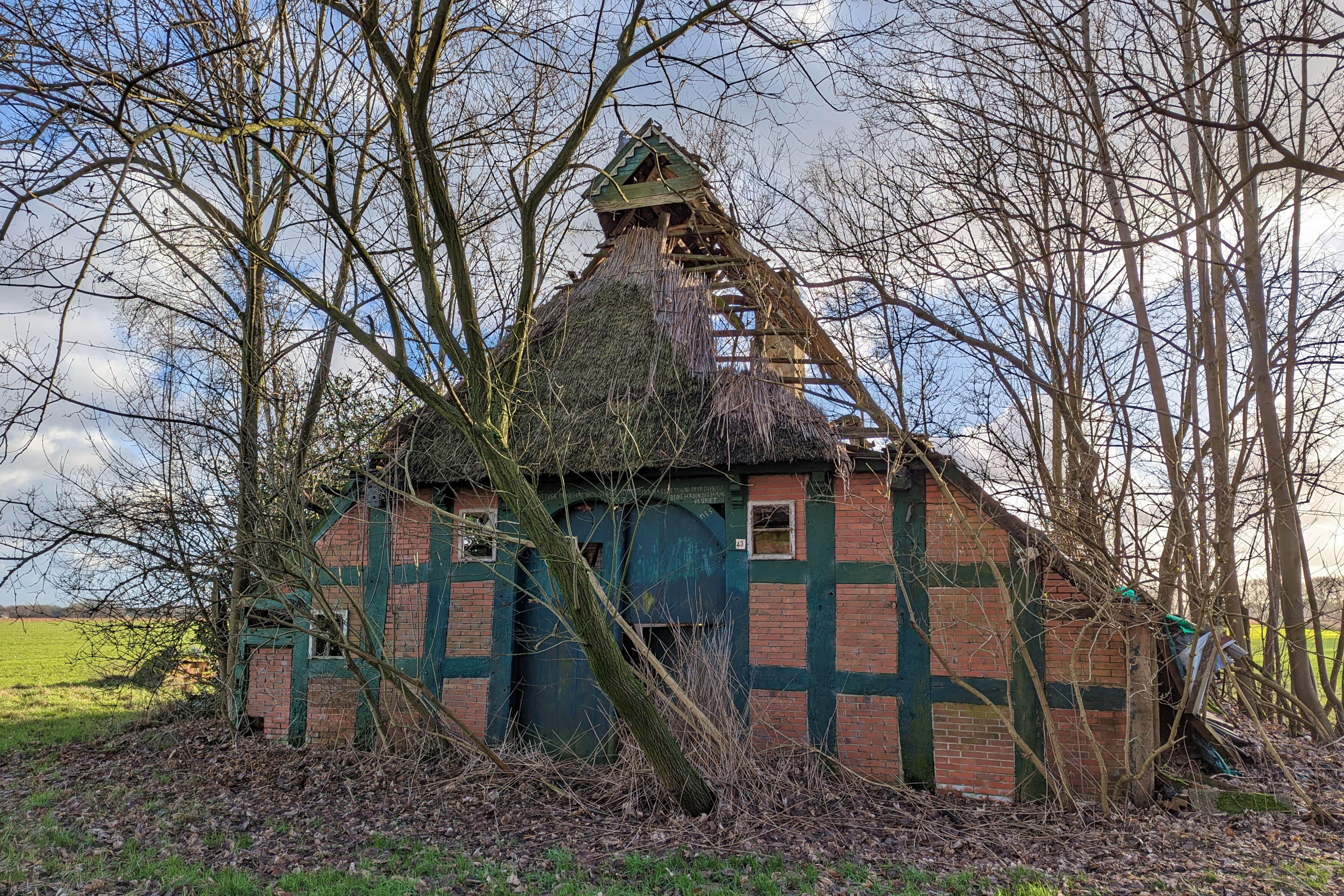
Das Gebäude im Januar 2023

Das ehemalige Wohn- und Wirtschaftsgebäude Zur Heide 11 in Ganderkesee-Bergedorf wurde Mitte des 18. Jahrhunderts gebaut.
Das Gebäude wird aktuell nicht genutzt.
Das Gebäude steht unter Denkmalschutz (siehe auch Liste der Baudenkmale in Ganderkesee).

## Beschreibung

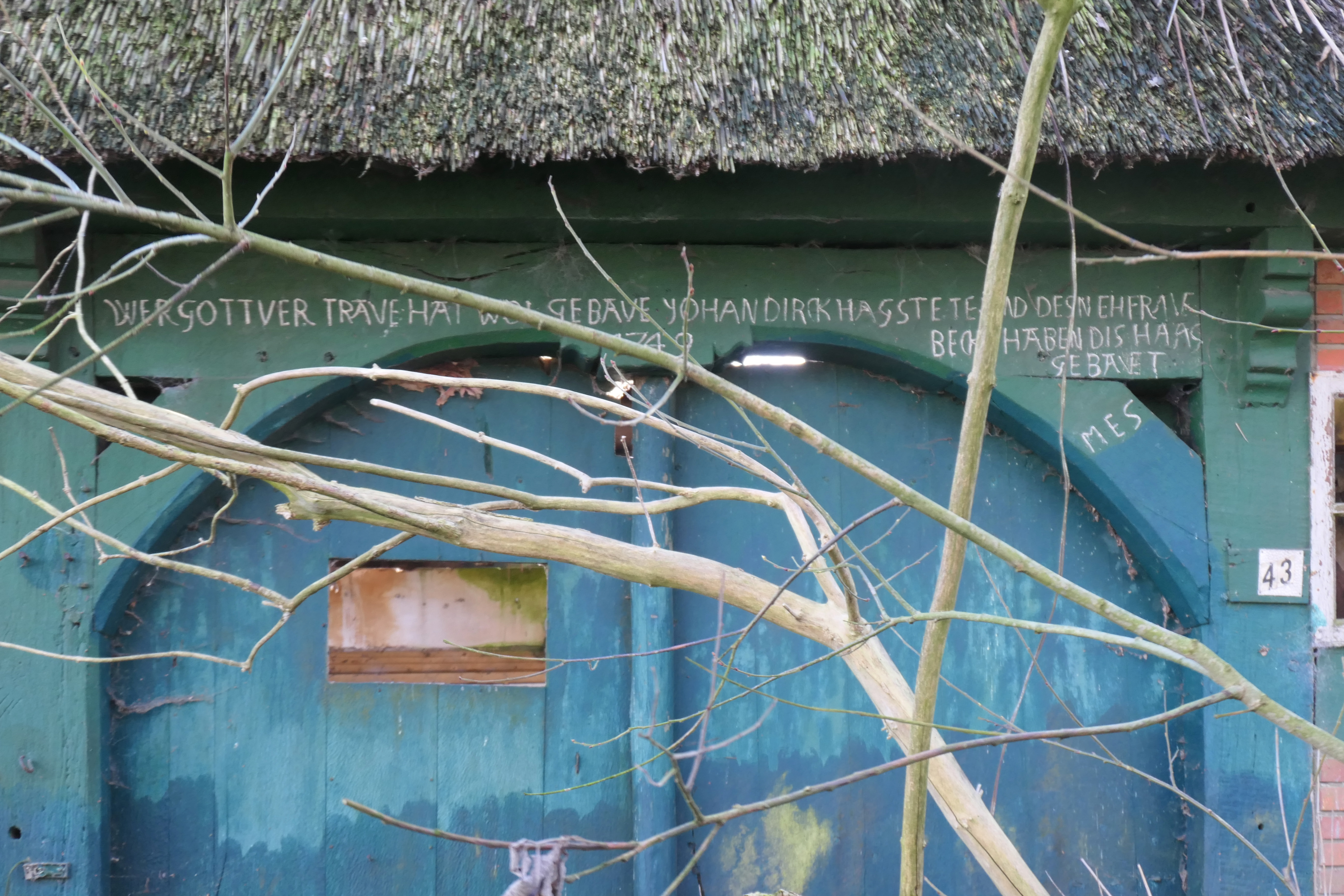
Die Hausinschrift

Das eingeschossige giebelständige Wohn- und Wirtschaftsgebäude als Zweiständer-Hallenhaus in Fachwerk mit Steinausfachungen, reetgedecktem Krüppelwalmdach und Niedersachsengiebel mit Uhlenloch wurde 1749 gebaut. Der Wohnteil wurde in Backstein erneuert. Das Gebäude war 2023 sehr verfallen.
Die Hausinschrift über der rundbogigen Grooten Door lautet: WER GOTT VER TRAVE HAT WOL GEBAVE YOHAN DIRCK HAGSTETE VND DESN EHFRAV BECKE HABEN DIS HAAS GEBAVET / 1749 / M E S
Das Niedersächsische Landesamt für Denkmalpflege befand: „… geschichtliche Bedeutung … aufgrund seines Zeugnis- und Schauwertes ….“